# Schlomo Jisra’el Ben Me’ir

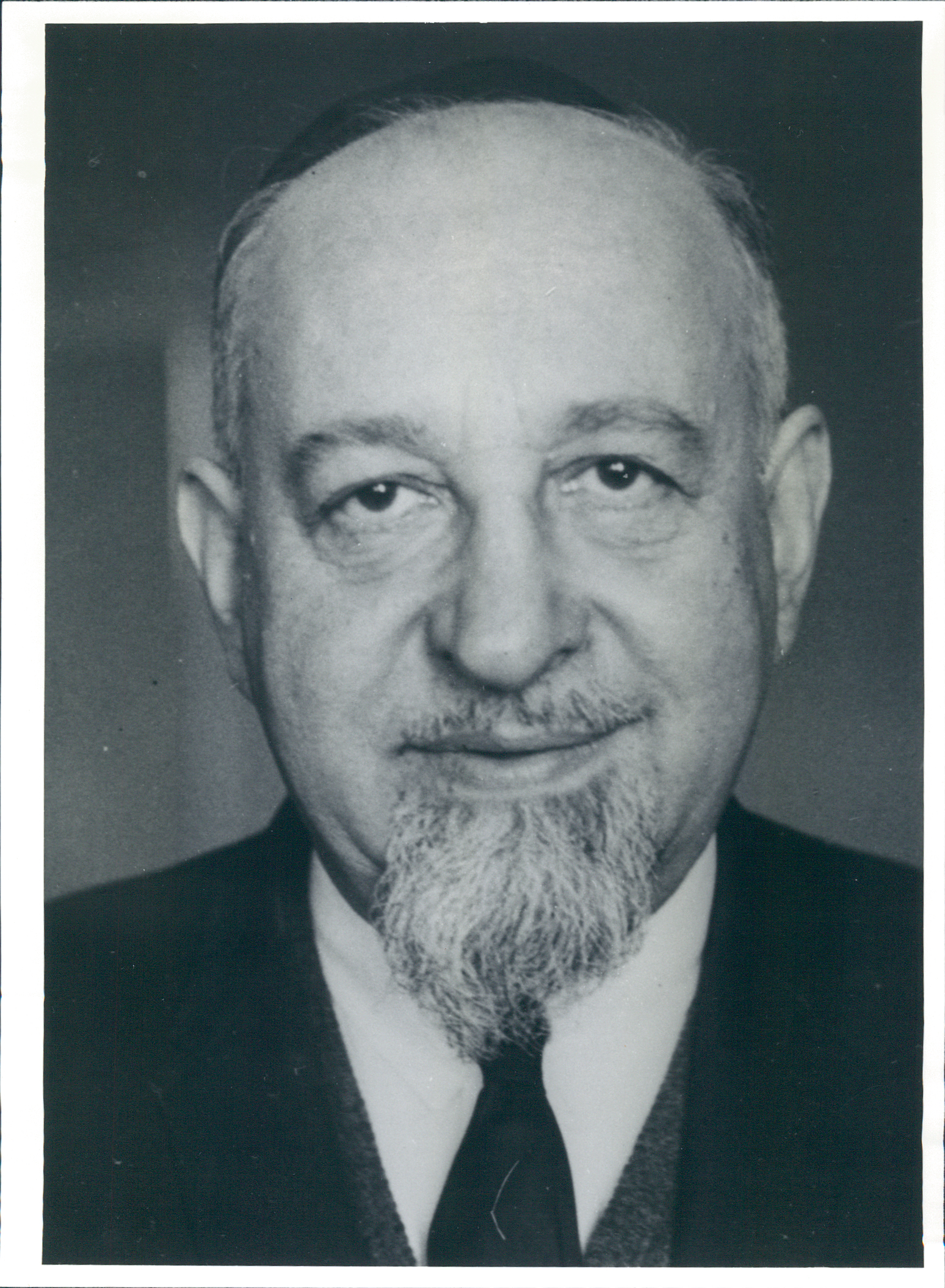
Schlomo Jisra’el Ben Me’ir

Schlomo Jisra’el Ben Me’ir (hebräisch שלמה-ישראל בן-מאיר, Geburtsname: Schlomo-Jisra’el Rosenberg; geboren 13. August 1910 in Warschau, Russisches Kaiserreich; gestorben 4. April 1971 in Israel) war ein israelischer Rechtsanwalt, orthodoxer Rabbiner und Politiker.

## Leben
Me’ir wurde an der Isaak Elchanan Spektor-Jeschiwa erzogen und ging als junger Mann in die Vereinigten Staaten, wo er an der Yeshiva University sowie an der New York University studierte. Er wurde als Rabbiner ordiniert und promovierte in Jura. Anschließend arbeitete er bis 1940 als Rechtsanwalt in New York City und war Rabbiner in Hartford. Von 1937 bis 1941 war er Mitglied des Verwaltungsrates des amerikanischen Zweiges des Jüdischen Nationalfonds und des Keren Hajessod.
Me’ir wanderte 1950 nach Israel ein. Im selben Jahr wurde er der Weltvorsitzender der Misrachi-Bewegung und in Israel Vorsitzender des nationalen Rats. 1951 stand er auf der Wahlliste von HaMisrachi, dem politischen Arm der Misrachi-Bewegung. Me’ir errang keinen Sitz, wurde aber im Nachrückverfahren am 14. August 1952 Knessetabgeordneter und ersetzte David-Zwi Pinkas. Am 5. Januar 1953 wurde er zum stellvertretenden Minister für Wohlfahrt und Soziale Dienste ernannt. Er behielt dieses Amt, bis die Regierungskoalition am 26. Januar 1954 scheiterte. Me’ir arbeitete auf einen Zusammenschluss der Misrachi-Bewegung und HaPo’el haMisrachi hin, der teilweise erreicht wurde, als die Partei eine gemeinsame Wahlliste für die Wahlen zur Knesset 1955 eingeführt hatte. Das Ziel wurde vollständig erreicht, als die beiden sich im Jahre 1956 zur Nationalreligiösen Partei zusammenschlossen. Bei den Wahlen zur Knesset 1955 konnte er sein Mandat im Parlament behaupten und war als Vorsitzender der politischen Abteilung der neu entstandenen Nationalreligiösen Partei tätig. Des Weiteren war er vom 13. Januar 1958 bis zum 1. Juli 1958 erneut stellvertretender Minister für Wohlfahrt und Soziale Dienste. Bei den Knesset-Wahlen 1959 errang er erneut einen Sitz und wurde ab 28. Dezember 1959 zum stellvertretenden Minister für innere Angelegenheiten ernannt. Bei den Wahlen 1961 wurde er in seinem Amt bestätigt und war ab dem 18. Februar 1963 erneut stellvertretender Minister für innere Angelegenheiten. Außerdem wurde er auch ab dem 24. März 1965 bis zum Ende der Regierung am 12. Januar 1966 stellvertretender Gesundheitsminister. Nach der Wiederwahl 1965 und den Wahlen 1969 blieb er stellvertretender Minister für innere Angelegenheiten bis zu seinem Tod am 4. April 1971. Sein Sitz in der Knesset wurde danach von seinem Sohn Yehuda Ben-Meir eingenommen.